# Schloss Mageregg

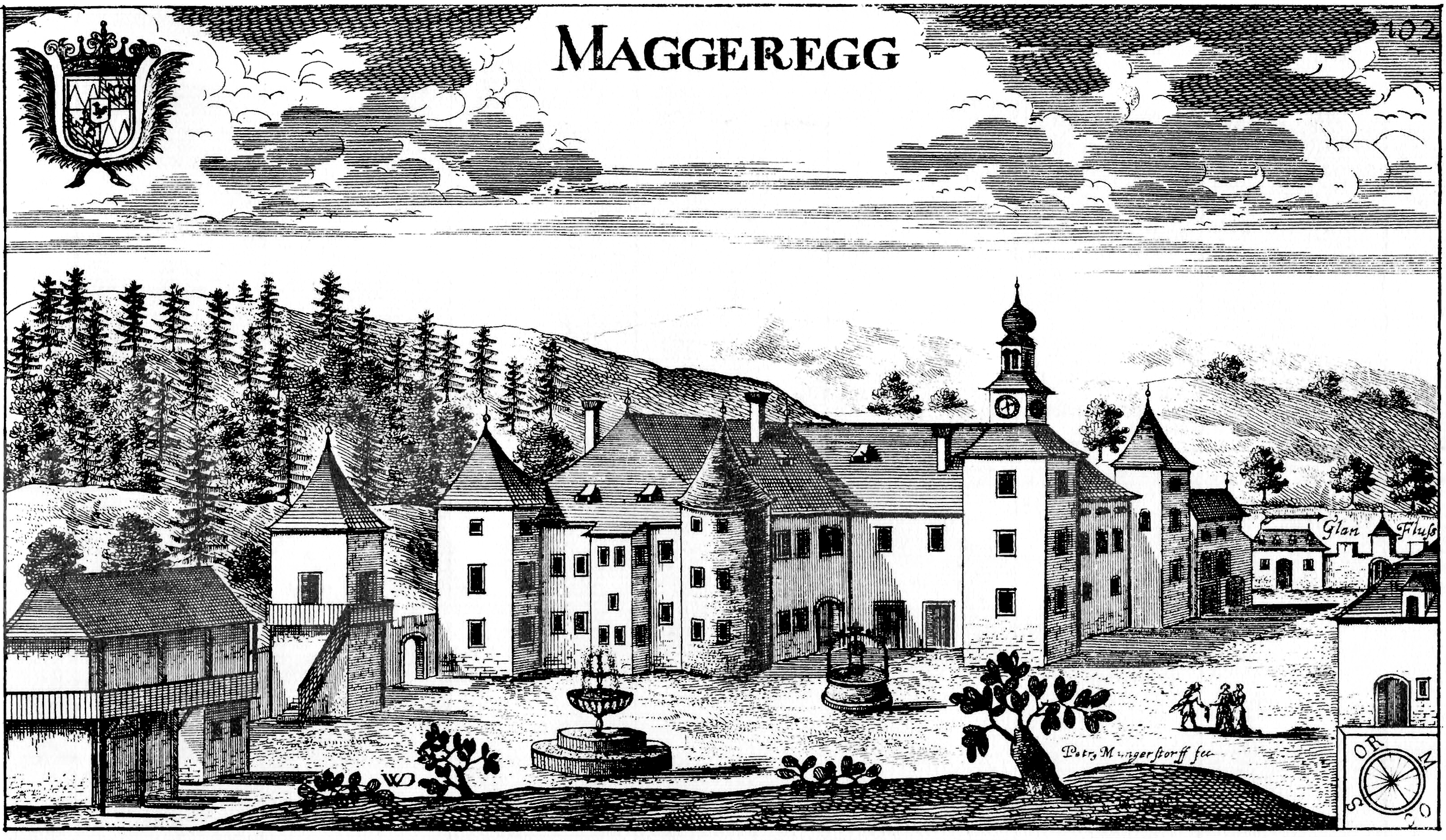
Schloss Mageregg im Jahre 1680, gesehen von Valvasor

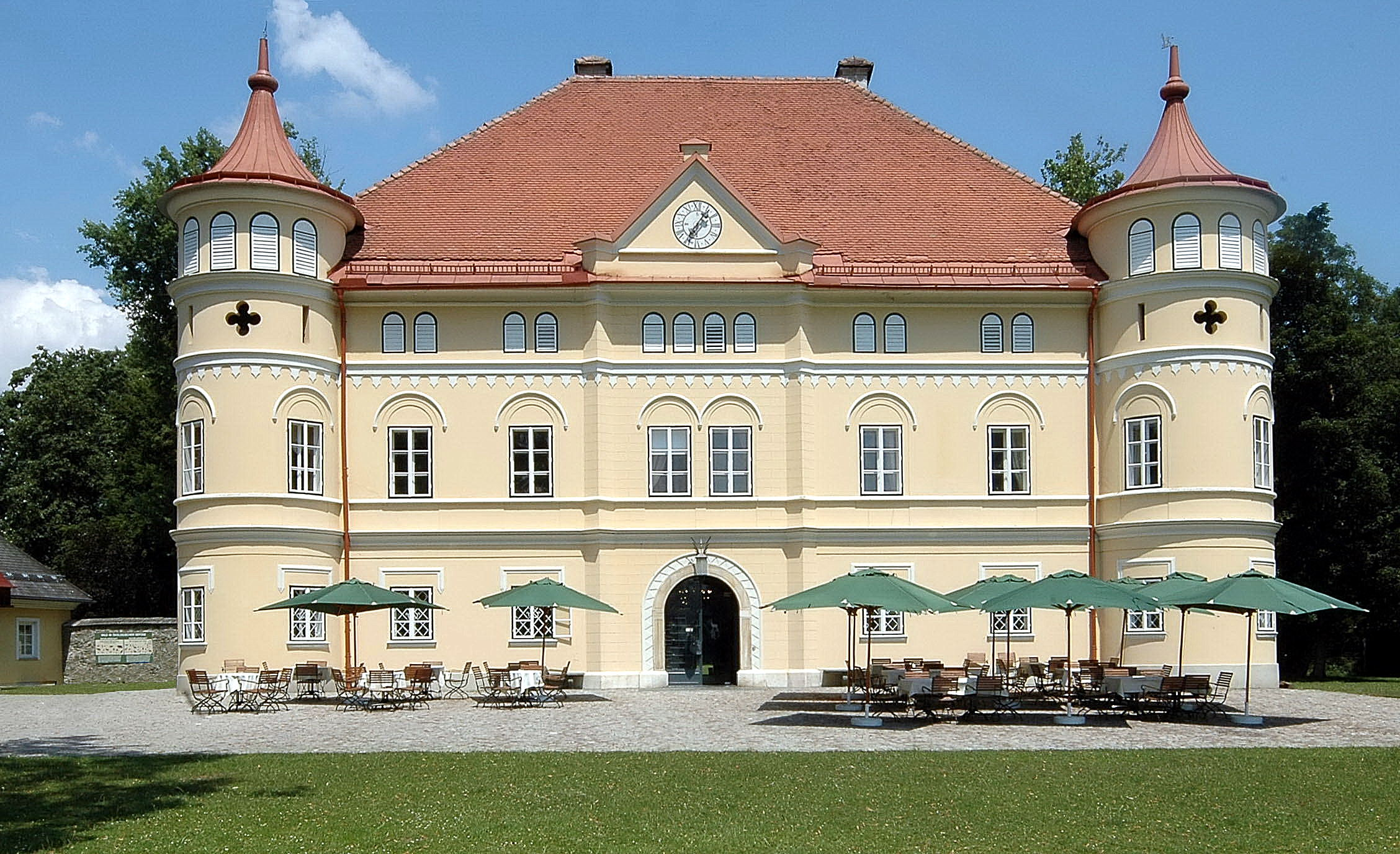
Schloss Mageregg (2006)

Schloss Mageregg ist ein repräsentativer, schlossartiger Bau im Norden von Klagenfurt im Stadtbezirk Annabichl. Ursprünglich 1590 errichtet, wurde es Mitte des 19. Jahrhunderts in seine heutige Form gebracht und wird heute als Restaurant genutzt.

## Bau- und Besitzergeschichte

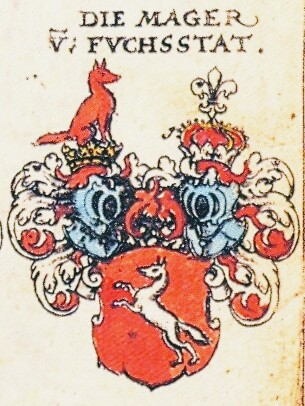
Wappen derer 1493 geadelten Mager von Fuchsstatt

Erbauer ist Wolfgang III. Mager von Fuchsstatt, der das Wasserschloss inmitten einer großen, von einer hohen Mauer sowie der Glan umgebenen Parkanlage errichten ließ. Das im Renaissancestil 1590 fertiggestellte Bauwerk war hakenförmig angelegt und hatte fünf Ecktürme. Diese ursprüngliche Form des Gebäudes ist auf einer Darstellung von Johann Weichard von Valvasor aus dem Jahr 1688 gut zu erkennen.
Nach dem Tod des Bauherren und der Überschuldung der Familie wurde das Schloss 1607 gepfändet und ging an Anna Freifrau von Teuffenbach. Bald darauf kam es an Hans David von Seenuß, der es 1612 an Karl Freiherrn von Egg verkaufte. Am 16. Mai 1622 verkaufte dieser das Anwesen an Gottfried Freiherrn zu Egg und Hungersbach, da er als Protestant nach Regensburg auswandern musste. 1628 kaufte der Gurker Dompropst Georg Vizdom das Anwesen. Bereits im Jahr 1629 erwarb Johann Andreas von Rosenberg Mageregg, als weitere Besitzer folgten 1660 Georg Ernst von Deutenhofen, 1698 Franz Dominikus Freiherr von Geilberg, 1755 Franz Xaver Freiherr von Schluga, 1810 Maria Genofeva von Strohlendorf sowie 1840 Thomas von Moro.
Letzterer veranlasste 1845 den vollständigen Umbau in die heutige Form. Die Planung stammte von Peter Rudolfi aus Völkermarkt, die Bauausführung leitete Domenico Venchiarutti aus Gemona. Der ursprüngliche Südost-Teil wurde abgerissen und ein neuer Südost-Turm angebaut. Die Fassade wurde vollständig erneuert. Mageregg blieb nun bis 1904 im Besitz der Familie Moro, anschließend wechselten die Eigentümer wieder: 1904 Julius von Rainer-Harbach, 1917 Hans Suppan und 1934 Manfred Ragg.
Am 27. April 1967 kaufte die Kärntner Jägerschaft das Anwesen und gestaltete die Innenräume neu. Sie nutzte es ab 1967 unter dem Namen „Jägerhof Schloss Mageregg“ zu Repräsentationszwecken. 1986 folgte eine weitere Restaurierung, die auch die Außenfassade mit einschloss, 2001 wurde der Vorhof gepflastert, und 2002 sowie 2005 erfolgten weitere Sanierungsmaßnahmen im Innenraum. Das Gebäude steht unter Denkmalschutz.

## Baubeschreibung
Schloss Mageregg ist ein zweieinhalbgeschoßiger Bau mit rechteckigem Grundriss. An jeder Ecke befindet sich ein Turm, die beiden südlichen sind rund, die nördlichen quadratisch. Die Südfassade hat ein Rundbogenportal, die Geschoße sind durch Gesimse gegliedert, oberhalb des Hauptgeschoßes befindet sich zusätzlich ein ornamentiertes Putzband. In der Eingangshalle ist an der Westwand der Schlussstein des Erbauers Wolfgang Mager mit Bauinschrift angebracht (bezeichnet 1590). Im umgebenden Park finden sich ostseitig noch Spuren des ehemaligen Wassergrabens und einer Brücke.

## Heutige Nutzung
Das Erdgeschoß sowie die Terrasse werden heute als Restaurant, die Räume im Obergeschoß für Veranstaltungen genutzt bzw. vermietet. Das Nebengebäude im Schlosshof ist seit 2000 der Sitz der Landesgeschäftsstelle der Kärntner Jägerschaft. Der Park des Schlosses wird zum Teil als Wildgehege genutzt.